# Novonikolàievka (Bélgorod)
|  | Per a altres significats, vegeu «Novonikolàievka». |

Novonikolàievka - Новониколаевка (rus) - és un poble de l'óblast de Bélgorod, a Rússia. El 2010 tenia 131 habitants. Pertany al districte (raion) de Stari Oskol.